# Aportes patronales
Se trata de los aportes monetarios que deben realizar los empleadores a la seguridad social.
En los sistemas de seguridad social de tipo contributivo -es decir financiados mediante cotizaciones- el financiamiento suele estar compuesto por dos partes fundamentales: por un lado los aportes de los trabajadores (que se deducen de sus salarios), y por otro los aportes patronales, que corresponden a sus empleadores. De acuerdo a la tasa de aportes patronales con relación a la de contribuciones personales (de los trabajadores) es posible establecer la participación respectiva del factor capital y el factor trabajo en el financiamiento. En algunos sistemas contributivos hay una tercera parte de financiamiento correspondiente al Estado que se denomina financiamiento presupuestario.